# Первомайское муниципальное образование (Перелюбский район)
Первомайское сельское поселение — муниципальное образование в составе Перелюбского района Саратовской области. Административный центр — село Калинин. На территории поселения находятся 5 населённых пунктов — 1 село, 1 деревня, 3 хутора .

## Население
| 2010 | 2011 | 2012 | 2013 | 2014 | 2015 | 2016 |
| ---- | ---- | ---- | ---- | ---- | ---- | ---- |
| 561  | ↘560 | ↘545 | ↗546 | ↘525 | ↘517 | ↘510 |
| 2017 | 2018 | 2019 | 2020 | 2021 |      |      |
| ↘501 | ↘491 | ↘479 | ↘454 | ↘419 |      |      |

## Состав сельского поселения
| № | Населённый пункт | Тип населённого пункта       | Население |
| - | ---------------- | ---------------------------- | --------- |
| 1 | Журавли          | хутор                        | 0         |
| 2 | Калинин          | село, административный центр | ↘316      |
| 3 | Кузябаево        | деревня                      | ↘66       |
| 4 | Кунакбаев        | хутор                        | ↘62       |
| 5 | Стерликов        | хутор                        | ↘117      |